# Тавцкаро
Тавцкаро (груз. თავწყარო) — село в Грузії.
За даними перепису населення 2014 року в селі проживає 80 осіб.